# Гончар Неля Григорівна
Гончар Неля Григорівна (29 листопада 1953, м. Дніпропетровськ, Дніпропетровської області) — вчитель, директор Комунального закладу «Дніпропетровський дитячо-юнацький центр міжнародного співробітництва» Дніпропетровської обласної ради, лауреат Державної премії України в галузі освіти 2011 року

## Біографія
У 1971 р. стала старшою піонервожатою в середній загальноосвітній школі № 66 м. Дніпропетровська, а 1975 року їй було отримала звання «Вожатий-методист».
1976 року її було призначено на посаду директора будинку школярів Жовтневого району м. Дніпропетровська. У 1985 році була нагороджена нагрудним знаком «Відмінник народної освіти УРСР» за результатами Всесоюзного конкурсу, в якому заклад, очолюваний Нелею Гончар зайняв II місце[джерело?].
У 1993 року Н. Гончар була призначена директором обласної станції юних туристів, яка була реорганізована в обласний дитячо-юнацький центр міжнародного співробітництва. За її проектом було побудовано туристичний навчально-тренувальний майданчик «Екстрім-центр»[джерело?].
За ініціативи Нелі Гончар у регіоні розроблені і запроваджені комплексні програми «Освіта для сталого розвитку» та «Формування механізмів трансформації регіональної системи освіти на основі принципів випереджувальної освіти для сталого розвитку», цикл супутніх ним програм. Під керівництвом Н. Г. Гончар створені та успішно реалізовуються обласні програми «Туризм — здоровий спосіб життя», «З любов'ю до Батьківщини — у європейську спільноту», «Комплексна навчально-екскурсійна програма», «Схід і Захід разом», «Обдарована молодь — надія України» та інші[джерело?].
З 1995 по 2011 рр. очолювала історико-географічний факультет Малої академії наук України[джерело?].
Н. Г. Гончар ініціювала видання цілої низки наукових та науково-інформаційних видань, у яких висвітлюється систематична діяльність у межах усієї Дніпропетровської області із реалізації позашкільних освітньо-виховних програм за напрямом «Євроосвіта»[джерело?]. Також нею було ініційовано створення Інформаційного банку даних позашкільної діяльності у навчальних закладах Дніпропетровської області[джерело?]
Неля Гончар є автором близько 20 наукових статей.

## Громадська робота
Неля Гончар очолює асоціацію керівників позашкільних закладів Дніпропетровської області.
Раніше вона обиралася депутатом районної ради[джерело?], членом колегії обласного управління освіти і науки.

## Нагороди
- Державна премія України в галузі освіти (2011) — у номінації «Дошкільна і позашкільна освіта» за цикл робіт „Комплект позашкільних освітньо-виховних програм з напряму «Євроосвіта»“ (у складі колективу)[1]
- Відмінник народної освіти УРСР (1985)
- Обласна педагогічна премія головного управління освіти і науки Дніпропетровської облдержадміністрації (2008)
- Почесний працівник туризму України (2000)
- Нагрудний знак «Софія Русова» (2006)